# Kristoffer Joner
Kristoffer Joner (* 19. September 1972 in Stavanger) ist ein norwegischer Schauspieler.

## Leben
Vom 15. bis 20. Lebensjahr spielte er am Rogaland Teater in Stavanger. Dreimal bewarb er sich vergeblich an Norwegens staatlicher Theaterhochschule.
Von 1997 bis zum Abschluss der Produktion im Jahr 2002 spielte er die Rolle des Ståle Pettersen in der  NRK-Serie Offshore. Im Jahr 2000 bekam er seine erste Filmrolle in Pål Jackmans Film Detektor, in dem er einen Satanisten spielte.  Seine Rolle in dem Low-Budget-Film Mongoland wurde sehr positiv aufgenommen.
Er spielte 2015 in den Filmdramen The Wave – Die Todeswelle und The Revenant – Der Rückkehrer.

## Auszeichnungen
2003 erhielt er den Shooting Star sowie den Goldenen Schwan als bester Darsteller beim Copenhagen International Film Festival. 2005 folgte der Amanda als bester männlicher Schauspieler in dem Film Next Door.

## Familie
Kristoffer Joner stammt aus einer bekannten Künstlerfamilie. Seine Onkel sind der Schauspieler Johannes Joner sowie der Komponist und Musiker Sverre Indris Joner. Sein Cousin Knut Joner ist ebenfalls Schauspieler, seine Cousine Alexandra Joner ist Sängerin, Tänzerin und Schauspielerin.

## Filmografie (Auswahl)
- 1997–2002: Offshore (Fernsehserie)
- 2000: Detektor
- 2001: Mongoland
- 2001: Lekestue (Mini-Serie)
- 2002: Musik für Hochzeiten und Begräbnisse (Musikk for bryllup og begravelser)
- 2002: Shit Happens (Kurzfilm)
- 2002: Himmelfall
- 2003: Die Tote am See (Villmark)
- 2003: Loose Ends (Kurzfilm)
- 2004: Samaritan (Kurzfilm)
- 2004: Ein Schrei in den Wäldern (Den som frykter ulven)
- 2004: Alt for Egil
- 2004: Monstertorsdag
- 2004: Min misunnelige frisør
- 2005: En sånn mann
- 2005: Vinterkyss
- 2005: Next Door (Naboer)
- 2005: Sirkel
- 2006: Genosse Pedersen (Gymnaslærer Pedersen)
- 2007: Kodenavn Hunter (Mini-Serie)
- 2007: Bo jo cie kochom (Kurzfilm)
- 2008: Der Mann, der Yngve liebte (Mannen som elsket Yngve)
- 2008: Den siste revejakta
- 2009: Rat Nights (Rottenetter)
- 2009: Hidden – Lass die Vergangenheit ruhen (Skujlt)
- 2010: Tomme tønner
- 2010: Pax
- 2010: Kurt Josef Wagle og legenden om fjordheksa
- 2010: Ond tro
- 2010: King of Devil’s Island (Kongen av Bastøy)
- 2011: Tomme tønner 2 – Det brune gullet
- 2011: Hjelp, vi er russ
- 2011: Bambieffekten
- 2011: Babycall
- 2012: Kompani Orheim
- 2012: Call Girl
- 2012: Unschuld (Uskyld)
- 2013: Dag (TV-Serie)
- 2013: Kyss meg for faen i helvete
- 2014: Dead Snow: Red vs. Dead (Død Snø 2)
- 2014: Doktor Proktors Pupspulver (Doktor Proktors prompepulver)
- 2015: The Wave – Die Todeswelle (Bølgen)
- 2015: The Revenant – Der Rückkehrer (The Revenant)
- 2018: The Quake – Das große Beben (Skjelvet)
- 2018: Mission: Impossible – Fallout
- 2022: War Sailor (Krigsseileren)
- 2024: Family Therapy